# Jochen Wiesigel
Jochen Wiesigel (* 12. August 1946 in Mengersgereuth-Hämmern bei Sonneberg) ist ein deutscher Autor.

## Leben
Wiesigel machte 1965 sein Abitur. Anschließend studierte er an der Pädagogischen Hochschule Erfurt Germanistik und Kunsterziehung. Das anschließende Forschungsstudium brach er ab. Darauf arbeitete er als Lehrer an mehreren Schulen in Erfurt. 1982 studierte er am Literaturinstitut Leipzig und war danach freischaffender Autor. Ab 1986 war er Mitglied des Schriftstellerverbandes der DDR. Seit 1990 ist er freier Journalist und lebt in Erfurt.

## Hörspielbearbeitungen (Wort)
- 1980: Wilhelm Hauff: Das kalte Herz – Regie: Manfred Täubert (Hörspielbearbeitung, Kinderhörspiel – Rundfunk der DDR)

## Bücher (Auswahl)
- 1979: Wir wollen alles anders machen
- 1980: Das kalte Herz
- 1983: Der Sonneberger Reiter. Ein Märchen ohne Ende
- 1986: Kirschensommer
- 1989: Kunsthandwerk in Thüringen, mit Anne Wiesigel
- 1991: Streifzüge durch Thüringen, mit Anne Wiesigel
- 1991: Die schönsten Schlösser Thüringens, mit Anne Wiesigel
- 1992: Lobenstein, mit Anne Wiesigel
- 1992: Schleiz, mit Anne Wiesigel
- 1992: Das Saaletal, mit Anne Wiesigel
- 1993: Gastliches Thüringen, mit Anne Wiesigel
- 1994: Feste und Bräuche in Thüringen, mit Anne Wiesigel
- 1995: Weinreiseland an Saale und Unstrut, mit Anne Wiesigel